# Lamoura
Lamoura est une commune française située dans le département du Jura, dans la région culturelle et historique de Franche-Comté et la région administrative Bourgogne-Franche-Comté.
Lamoura est l'un des quatre villages de la station des Rousses.

## Géographie

### Localisation
La commune est située à environ 17 kilomètres à l’est de Saint-Claude et à 38 kilomètres de la ville frontalière Divonne-les-Bains dans l'Ain.
Elle est située en bordure de la forêt du Massacre et est l'un des quatre villages de la station des Rousses.
Lamoura fait partie des 122 communes adhérentes au parc naturel régional du Haut-Jura.

### Lieux-dits et écarts
La commune compte 77  lieux-dits administratifs répertoriés dont les plus importants sont :
- Le Versoix ;
- Trechaumont ;
- Les Selmembergs ;
- La Chaux Berthod Nord et Sud.

### Géologie et relief
La commune est classée en zone de sismicité 3, correspondant à une sismicité modérée.

### Hydrographie
Le système hydrographique de la commune se compose de :
- Le Bief froid, long de 8,058 km[3], qui alimente…
- Le lac de Lamoura[4].

### Voies de communication et transports

#### Voies de communication
On accède à Lamoura :
- par la D 292  ou la D 436 (route de Genève)  au sud, de Lajoux à environ 4,3 km.
- par la D 436  (route de Saint-Claude) à l’ouest, de Septmoncel à 5,5 km.
- par la D 25 (route de Prémanon)  au nord-est.

#### Transports
- La gare SNCF la plus proche est à Saint-Claude. De cette ville, une ligne d’autobus (No 701) relie Lamoura en environ 40 minutes.
- L’aéroport le plus proche est celui de Genève distant de 46,5 km.

### Climat
Pour des articles plus généraux, voir Climat de la Bourgogne-Franche-Comté et Climat du département du Jura.
En 2010, le climat de la commune est de type climat de montagne, selon une étude du Centre national de la recherche scientifique s'appuyant sur une série de données couvrant la période 1971-2000. En 2020, Météo-France publie une typologie des climats de la France métropolitaine dans laquelle la commune est exposée à un climat de montagne ou de marges de montagne et est dans la région climatique  Jura, caractérisée par une forte pluviométrie en toutes saisons (1 000 à 1 500 mm/an), des hivers rigoureux et un ensoleillement médiocre. 
Pour la période 1971-2000, la température annuelle moyenne est de 5,8 °C, avec une amplitude thermique annuelle de 15,8 °C. Le cumul annuel moyen de précipitations est de 2 104 mm, avec 13,1 jours de précipitations en janvier et 11,1 jours en juillet. Pour la période 1991-2020, la température moyenne annuelle observée sur la station météorologique de Météo-France la plus proche, « Saint-Claude », sur la commune de Saint-Claude à 8 km à vol d'oiseau, est de 10,3 °C et le cumul annuel moyen de précipitations est de 1 869,2 mm. 
La température maximale relevée sur cette station est de 41 °C, atteinte le 24 juillet 2019 ; la température minimale est de −23,7 °C, atteinte le 12 janvier 1987,,. 
Les paramètres climatiques de la commune ont été estimés pour le milieu du siècle (2041-2070) selon différents scénarios d'émission de gaz à effet de serre à partir des nouvelles projections climatiques de référence DRIAS-2020. Ils sont consultables sur un site dédié publié par Météo-France en novembre 2022.

## Urbanisme

### Typologie
Au 1er janvier 2024, Lamoura est catégorisée commune rurale à habitat dispersé, selon la nouvelle grille communale de densité à sept niveaux définie par l'Insee en 2022.
Elle est située hors unité urbaine et hors attraction des villes,.

### Occupation des sols
L'occupation des sols de la commune, telle qu'elle ressort de la base de données européenne d’occupation biophysique des sols Corine Land Cover (CLC), est marquée par l'importance des forêts et milieux semi-naturels (72,6 % en 2018), une proportion sensiblement équivalente à celle de 1990 (73,1 %). La répartition détaillée en 2018 est la suivante : 
forêts (65,9 %), prairies (23 %), milieux à végétation arbustive et/ou herbacée (6,7 %), zones agricoles hétérogènes (2,9 %), zones urbanisées (1,4 %). L'évolution de l’occupation des sols de la commune et de ses infrastructures peut être observée sur les différentes représentations cartographiques du territoire : la carte de Cassini (XVIIIe siècle), la carte d'état-major (1820-1866) et les cartes ou photos aériennes de l'IGN pour la période actuelle (1950 à aujourd'hui).

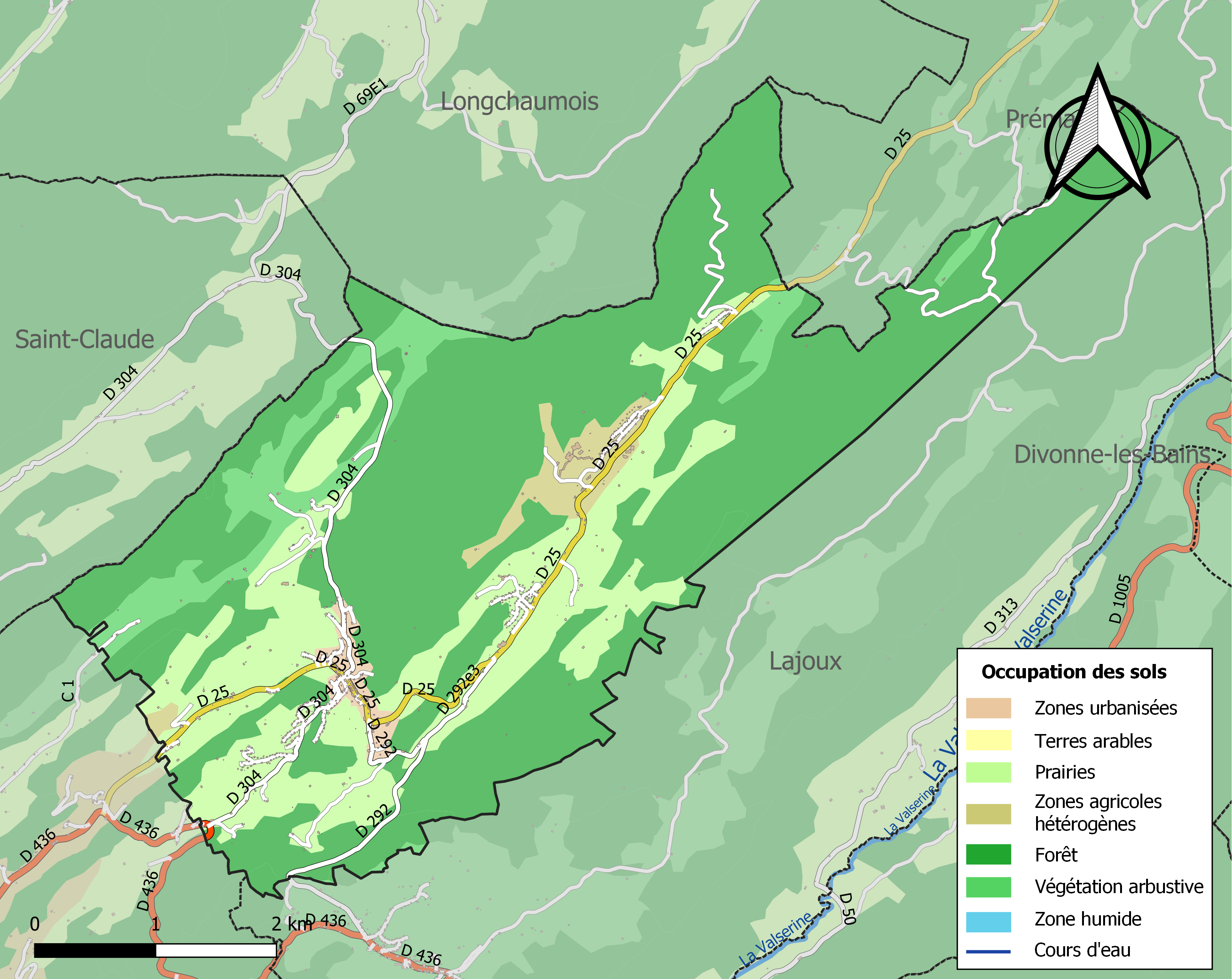
Carte des infrastructures et de l'occupation des sols de la commune en 2018 (CLC).

### Logement
En 2013, le nombre total de logements dans la commune était de 673.
Parmi ces logements, 35,8 % étaient des résidences principales, 56,6 % des résidences secondaires et 7,6 % des logements vacants.
La part des ménages propriétaires de leur résidence principale s’élevait à 66,9 %.

## Toponymie
L'étymologie du nom "Lamoura" est simple : il s'agit d'un nom francoprovençal (prononcé "la "mour(a)" avec accent sur le "ou" et non sur le "a" final, presque atone) désignant un amas rocheux, une barre rocheuse. Le mot est à rapprocher de "moraine" (terme franco-provençal), de Lamure, etc. On note à Lamoura un lieu-dit "le base des Meures" qui confirme cette étymologie.
Ses habitants sont appelés les Lamourantins.

## Histoire
Ce village du Haut-Jura a une double tradition liée à la rudesse de son climat. Les habitants des villages de cette région avaient deux  métiers. Le métier d’agriculteur et un métier dit « métier de fenêtre ». Le métier de fenêtre de ce village était le métier de lapidaire. Aujourd’hui on trouve dans ce village un petit musée retraçant l’histoire et la technique de ces lapidaires.
À l'automne 1943, Lamoura, hameau frontalier avec la Suisse, abritait l'École des cadres du maquis de la région R1 (Rhône-Alpes). C'est à Henri Frenay que l'on doit la mise en place d'un réseau destiné à organiser les maquis sous l'égide des Mouvements unis de la Résistance (MUR). Dans ce dispositif, l'école a pour objectif de donner une instruction militaire, mais aussi civique, aux futurs responsables de la Résistance intérieure. Près de la forêt du Massacre, intellectuels motivés et jeunes réfractaires au Service du travail obligatoire (STO) se mélangent. Leur armement se résume le plus souvent à la mitraillette Sten. Parmi les centaines d'hommes formés à l'École des cadres, 85 sont arrêtés et 24 fusillés.

## Économie

### Revenus de la population et fiscalité
Le nombre de ménages fiscaux en 2013 était de 258 et la médiane du revenu disponible par unité de consommation de 27 030 €.

### Emploi
En 2013, le nombre total d’emploi au lieu de travail était de 195.
Le taux d’activité de la population âgée de 15 à 64 ans s'élevait à 84,2 % contre un taux de chômage de 11,3 %.

### Entreprises et commerces
Les deux activités essentielles de la commune sont l'exploitation forestière (bois de conifères) et le tourisme (d'été et d'hiver).
En 2015, le nombre d’établissements actifs était de quatre vingt treize dont sept dans l’agriculture-sylviculture-pêche, trois  dans l'industrie, neuf dans la construction, trente-huit dans le commerce-transports-services divers et trente-six étaient relatifs au secteur administratif.
Cette même année, huit  entreprises ont été créées  dont six par des Auto-entrepreneurs.

### Tourisme
Les activités touristiques proposées sont le ski de fond et alpin, les raquettes, le cyclisme, la marche nordique, la randonnée, le VTT, les chiens de traîneau, la gastronomie locale et l'hôtellerie traditionnelle.
Lamoura fait partie de la station des Rousses qui regroupe les quatre villages des Rousses, de Prémanon, de Bois d'Amont et de Lamoura. C'est un des plus grands sites d'Europe en ce qui concerne la pratique du ski nordique (plus de 200 km de pistes damées l'hiver sur les 4 villages réunis).

## Politique et administration

### Administration municipale
| Période   | Période   | Identité        | Étiquette | Qualité          |
| --------- | --------- | --------------- | --------- | ---------------- |
| mai 1990  | mars 2001 | Jean Daniel     |           | Professeur       |
| mars 2001 | mars 2008 | Bernard Bavoux  |           | Retraité         |
| mars 2008 | 2014      | Francis Laforge |           | Retraité         |
| mars 2014 | En cours  | Francis Leseur  |           | Ouvrier qualifié |

### Intercommunalité
Lamoura fait partie de la communauté de communes de la Station des Rousses Haut-Jura.

## Population et société

### Démographie
L'évolution du nombre d'habitants est connue à travers les recensements de la population effectués dans la commune depuis 1841. Pour les communes de moins de 10 000 habitants, une enquête de recensement portant sur toute la population est réalisée tous les cinq ans, les populations de référence des années intermédiaires étant quant à elles estimées par interpolation ou extrapolation. Pour la commune, le premier recensement exhaustif entrant dans le cadre du nouveau dispositif a été réalisé en 2005.

En 2022, la commune comptait 659 habitants, en évolution de +4,6 % par rapport à 2016 (Jura : −0,81 %, France hors Mayotte : +2,11 %).
| 1841 | 1846 | 1851 | 1856 | 1861 | 1866 | 1872 | 1876 | 1881 |
| ---- | ---- | ---- | ---- | ---- | ---- | ---- | ---- | ---- |
| 918  | 929  | 949  | 842  | 856  | 891  | 870  | 853  | 895  |

| 1886 | 1891 | 1896 | 1901 | 1906 | 1911 | 1921 | 1926 | 1931 |
| ---- | ---- | ---- | ---- | ---- | ---- | ---- | ---- | ---- |
| 909  | 886  | 813  | 800  | 774  | 677  | 592  | 530  | 444  |

| 1936 | 1946 | 1954 | 1962 | 1968 | 1975 | 1982 | 1990 | 1999 |
| ---- | ---- | ---- | ---- | ---- | ---- | ---- | ---- | ---- |
| 333  | 268  | 270  | 240  | 215  | 333  | 379  | 388  | 436  |

| 2005 | 2006 | 2010 | 2015 | 2020 | 2022 | - | - | - |
| ---- | ---- | ---- | ---- | ---- | ---- | - | - | - |
| 524  | 534  | 529  | 617  | 648  | 659  | - | - | - |

## Culture locale et patrimoine

### Monuments et lieux touristiques

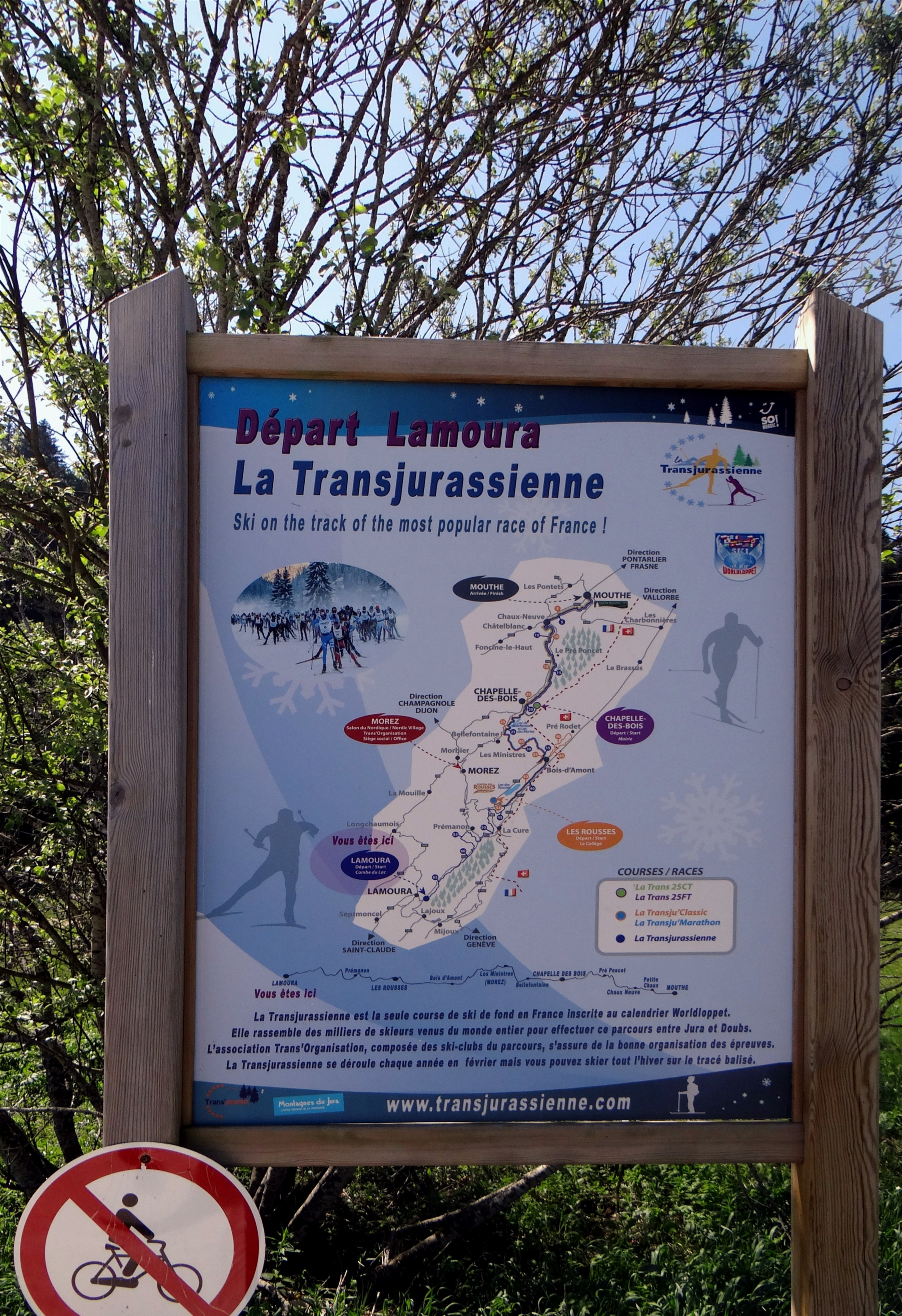
Panneau départ de la Transjurassienne.

- Le lac de Lamoura est le lieu de départ de la course de ski de fond "la Transjurassienne". Cette épreuve sportive rallie Lamoura à Mouthe (Doubs) après 76 km de course.
- En hiver, La Serra est une station de ski alpin familiale qui est l'un des 3 massifs principaux de la station des Rousses. Plusieurs remontées mécaniques dont un télésiège desservent 1 piste noire, 4 pistes rouges, 4 pistes bleues et 3 pistes vertes. On y trouve également une école de ski, un restaurant, une aire de camping-car, une location de ski, des sanitaires, une salle hors-sacs, etc.
- Né en 1970, pendant plus de 40 ans, le VVL de Lamoura (pour Village Vacances Lamoura) a été la structure touristique la plus importante de Franche-Comté. Situé en face de la Serra et à 4 km du centre du village, le complexe touristique comptait 962 lits répartis dans 460 chambres[24] et réalisait 130 000 nuitées à l’année. Appartenant à un syndicat intercommunal regroupant 12 collectivités territoriales françaises, situées toutes hors du Jura, une tentative de vente en 2013 à la société privée Geco échouera au terme de deux années de polémiques et d'actions en justice[25]. Pendant cet intervalle, le Syndicat Intercommunal du Village Vacances de Lamoura (SIVVL), structure publique, en confiait l'exploitation, par contrat de location-gérance, à la société privée Hôtels et Résidences (société présentée par Geco et actuellement liquidée[24]), et les élus décidaient alors, à l'unanimité, la cessation de l'activité publique de tourisme du syndicat. Depuis le 1er juillet 2014, et la résiliation du bail de location-gérance à la suite de la mauvaise gestion puis la liquidation du privé : la société Hôtels et Résidences, le VVL, dont la décision de cessation d'activité touristique était devenue légalement exécutoire, a fermé définitivement ses portes faute de repreneur. Prévue pour mi-2015, une vente aux enchères de l'ensemble immobilier a été votée à l'unanimité par le conseil syndical du SIVVL le 30 mai 2015.[réf. nécessaire].

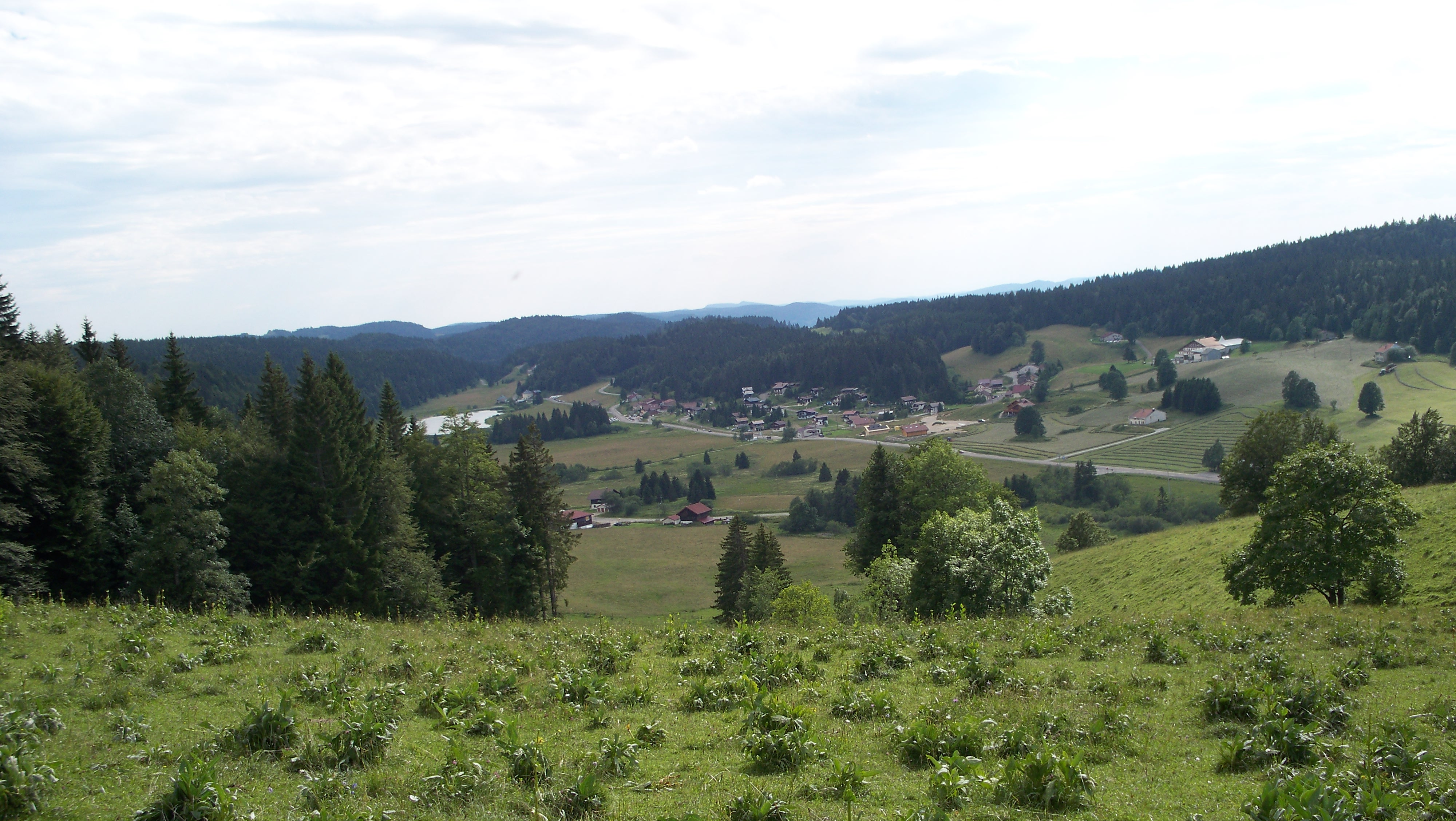
Lamoura et la combe du lac
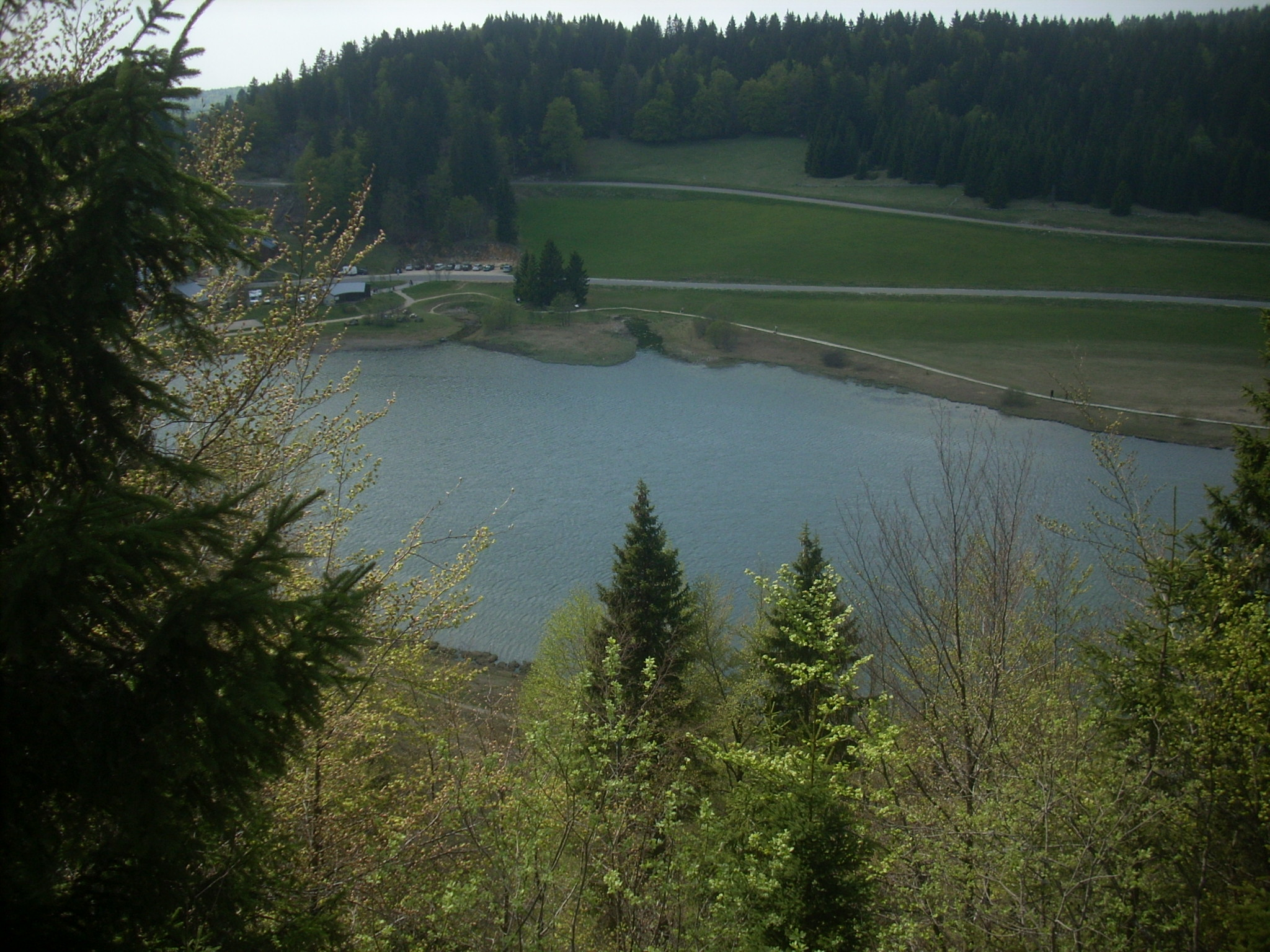
Le lac de Lamoura
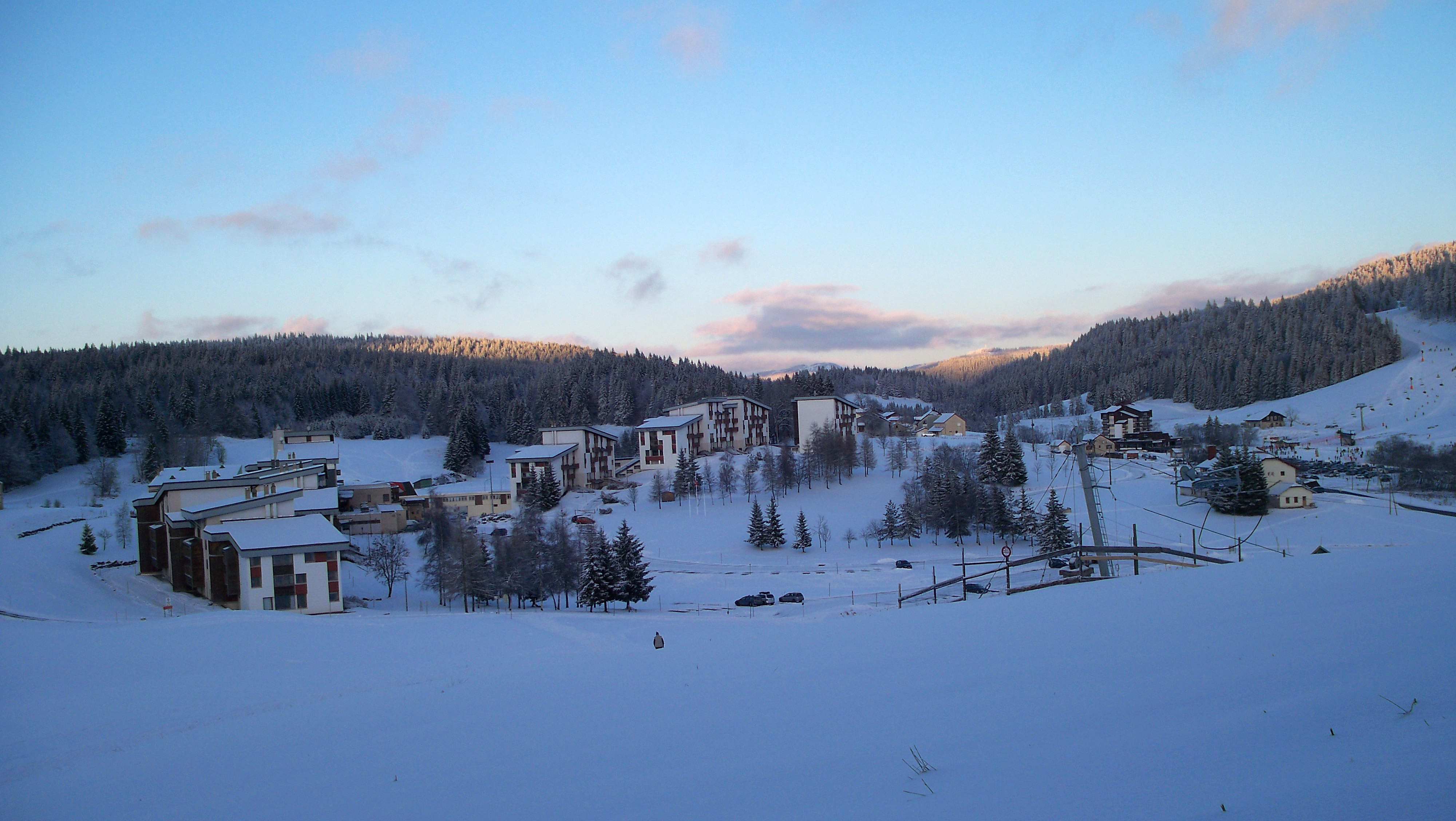
Le village de vacances

### Patrimoine culturel
- La Maison du lapidaire, musée contigu à l'ancienne mairie[26] ;
- L'église Saint-François-de-Sales, construite de 1812 à 1815[27] ;
- Croix de mission datant de 1847.

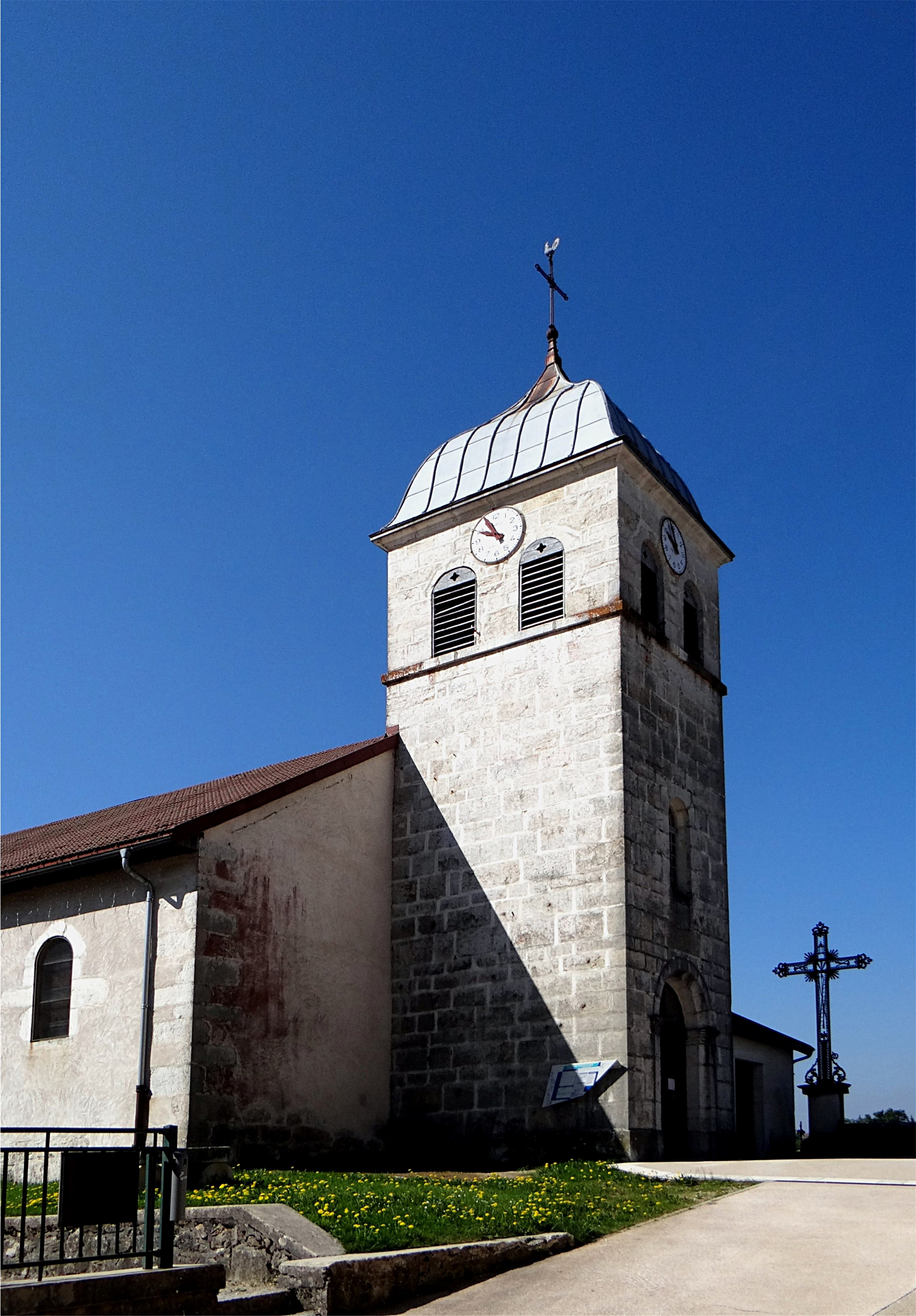
L'église Saint-François-de-Sales
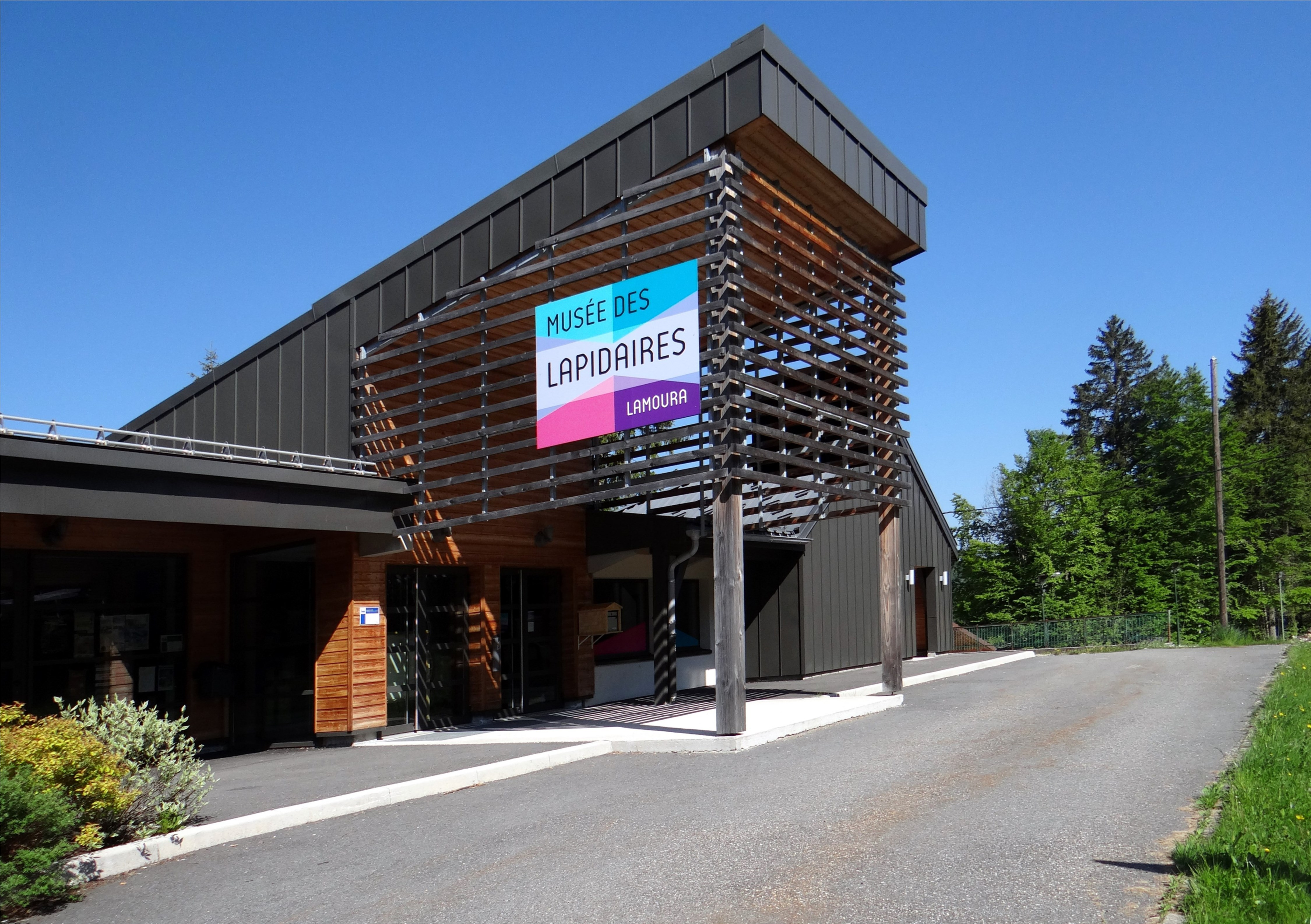
La maison du Lapidaire
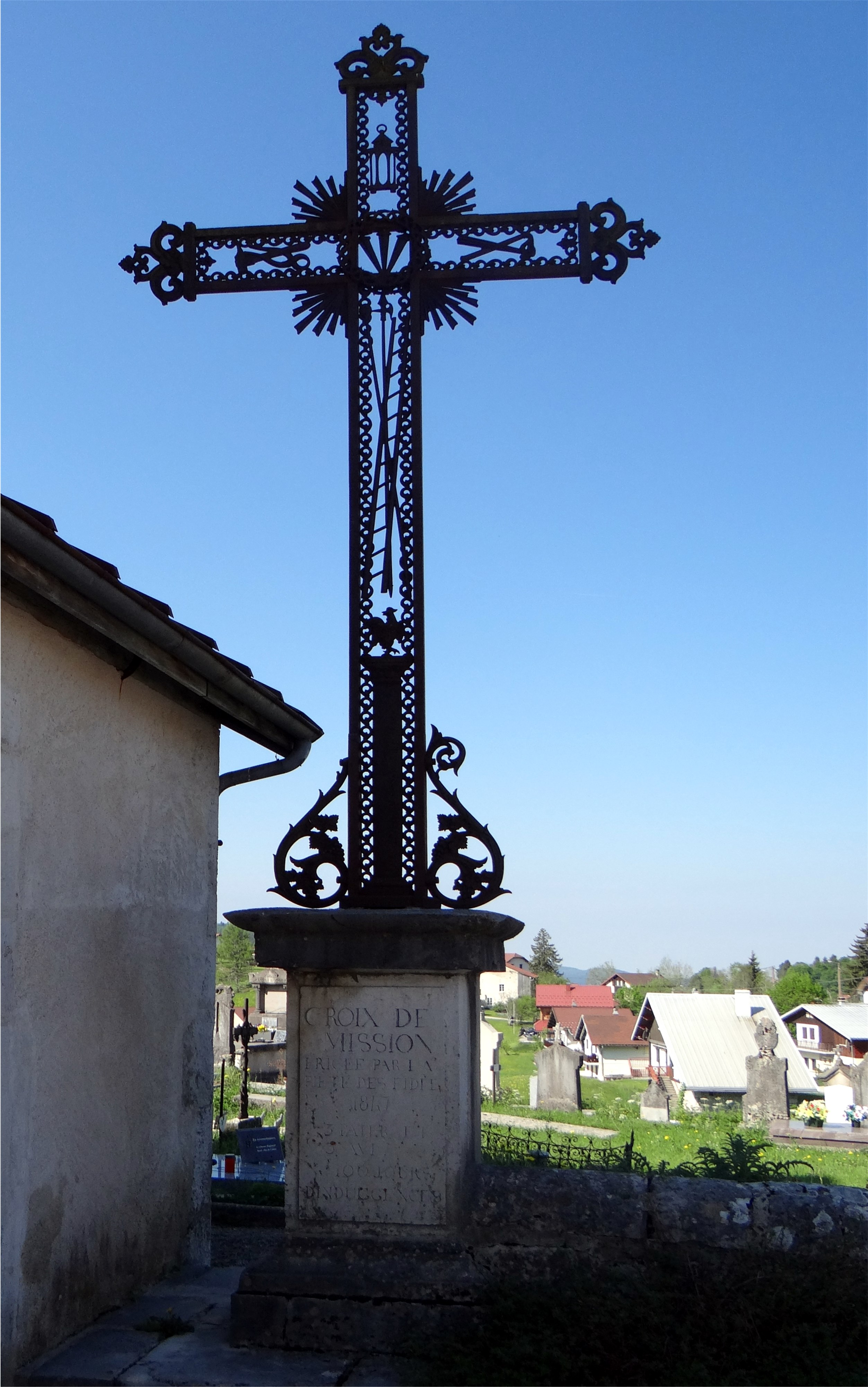
Croix de mission

### Personnalités liées à la commune
- Ferréol Cannard, biathlète médaillé de bronze olympique en 2006, est domicilié dans la commune depuis 2005 . Né à Morez, il a vécu toute sa jeunesse à Pontarlier où Il a  débuté au Club de Ski nordique de Pontarlier.
- Laura Grenier Soliget, skieuse de Télémark qui participe aux épreuves de coupe du monde, est originaire de Lamoura.
- Elie Nabot, skieur de Télémark, originaire de Lamoura, qui participe aux épreuves de coupe du monde. Médaillé d'argent aux championnats du monde Junior[28].

## Pour approfondir